# Nhà hát Bagatela
Nhà hát Bagatela ở Kraków nằm ở ngã ba đường Karmelicka và Phố Krupniczej. "Sân khấu mới" của nhà hát nằm trên đường Sarego Józefa.

## Lịch sử
Lịch sử của sân khấu bắt đầu từ năm 1918, khi Marian Dąbrowski, nhà xuất bản và biên tập viên của " Ilustrowany Kurier Codzienny " (tiếng Anh: Illustrated Daily Courier, thường được gọi là IKC, cũng là Ikac) khởi xướng việc mở ra sân khấu. Tòa nhà được thiết kế bởi kiến trúc sư Janusz Zarzecki trong thời gian 1918 - 1919, và nội thất của nó được thiết kế bởi họa sĩ và nhà trang trí Henry Uziembło. Một vụ hỏa hoạn xảy ra vào đêm 6 -7 tháng 4 năm 1928 đã phá hủy hoàn toàn nội thất. Năm 1926, do khó khăn tài chính, nhà hát được phân loại lại thành rạp chiếu phim. Năm 1938, tòa nhà được hiện đại hóa và đổi tên thành "Scala". Nó trở thành rạp chiếu phim bậc nhất ở Kraków. Trong thời gian 1946 - 1948, nơi đây là một nhà hát. Từ năm 1949, nó đã trở thành nhà của Państwowy Teatr Młodego Widza (tiếng Anh: Nhà hát Nhà nước của Người trẻ). Nhà hát Rozmaitości được thành lập tại đây vào năm 1957. Nhà hát hoạt động trở lại với tên gọi là Bagatela vào năm 1970, và được dành để tưởng nhớ Tadeusz Boy-Żeleński vào năm 1972. Các nhà văn và bác sĩ sống trong một căn hộ thuộc khuôn viên này trong nhiều năm.

## Diễn viên
- Krzysztof Bochenek
- Jakub Bohosiewicz
- Przemysław Branny
- Urszula Grabowska
- Alexandra Godlewska
- Agnieszka Grochowicz
- Marcin Kobierski
- Alina Kamińska
- Alicja Kobielska
- Grzegorz Kliś
- Tomasz Kot
- Anna Krakow
- Wojciech Leonowicz
- Marek Litewka
- Katarzyna Litwin
- Ewa Mitoń
- Tomasz Obara
- Małgorzata Piskorz
- Piotr Różanski
- Sławomir Sośnierz
- Dariusz Starczewski
- Ewelina Starejki
- Przemysław Tejkowski
- Dariusz Toczek
- Magdalena Walach
- Juliusz Krzysztof Warunek
- Surold Surówka
- Kirtyna Stankiewicz